# Angren (řeka)
Angren nebo Achangaran (rusky Ангрен nebo Ахангаран, uzbecky Angren, Ohangaron) je řeka v Uzbekistánu (Taškentský vilaját). Její délka činí 223 km. Povodí má rozlohu 5 260 km².

## Průběh toku
Zdrojnicí Angrenu je řeka Aktašsaj. Na horním toku protéká kaňonem, který se zařezává do Angrenské planiny. Od vesnice Turk se dolina prudce rozšiřuje a na dolním toku se spojuje s dolinou řeky Čirčik. Je pravým přítokem Syrdarji.

## Vodní režim
Zdroj vody je sněhovo-dešťový. Průměrný dlouhodobý průtok je 23 m³/s. Největší vodnosti dosahuje v květnu.

## Využití
Na řece byla vybudována Tjujabuguzská přehrada. Protéká městy Angren a Achangaran.